# Municipio de Fell
El municipio de Fell (en inglés: Fell Township) es un municipio ubicado en el condado de Lackawanna en el estado estadounidense de Pensilvania. En el año 2000 tenía una población de 2.331 habitantes y una densidad poblacional de 58.9 personas por km².

## Geografía
El municipio de Fell se encuentra ubicado en las coordenadas 41°36′00″N 75°28′59″O / 41.60000, -75.48306.

## Demografía
Según la Oficina del Censo en 2000 los ingresos medios por hogar en la localidad eran de $31,146 y los ingresos medios por familia eran de $37,900. Los hombres tenían unos ingresos medios de $31,000 frente a los $22,201 para las mujeres. La renta per cápita de la localidad era de $16,260. Alrededor del 13,8% de la población estaba por debajo del umbral de pobreza.